# Mráz János
Mráz János (Szeged, 1950. szeptember 19.–) grafikus, festő.
Mesterei Szalay Ferenc, Kopasz Márta, Magos Gyula, Kórusz József és Holler László voltak.

## Díjak/ösztöndíjak
- 1997 • Nimród díj
- 2006 • Arany Ecset-toll díj
- 2002, 2010 • Szeged város alkotói ösztöndíja.

## Egyéni kiállítások
- 1975-től • Szegeden rendszeres kiállító
- 1978, 1981 • Mezőhegyes
- 1990 • Bad Griesbach (D)
- 1991, 1995 • Soltvadkert
- 1991, 1993, 1998 • Kiskunfélegyháza
- 1994 • Tömörkény
- 1999 • Algyő
- 2003 • Mártély • Ibrány • Selye
- 2004 • Baden (A)
- 2007 • Budapest
- 2009 • Bordány.

## Csoportos kiállítások
- 1975, 1977 • Téli tárlat, Szeged
- 1975 • Becse (SRB)
- 1976, 1978 • Dél-alföldi tárlat, Hódmezővásárhely
- 1977, 1999, 2001–2005 • Alföldi tárlat Békéscsaba
- 1977 • Reykjavík, Izland
- 1990, 1992. 2005 • Nyári tárlat, Szeged
- 1990 • Temesvár, Románia
- 1993 • Csongrádi Galéria, Csongrád
- 1993 • Dürer terem, Gyula
- 1996-tól • Altamira Egyesület kiállításai
- 1998 • Táblaképfestészeti biennálé, Szeged
- 1998 • Szegedi grafikusok kiállítása, Szeged
- 1998 • Városi Galéria, Kiskunfélegyháza
- 1999–2004 • Tavaszi tárlat, Hódmezővásárhely
- 2002-től • Őszi tárlat, Hódmezővásárhely
- 2009, 2010 • Enschede (NL)

## Művésztelepek
- Zebegényi Szőnyi István Képzőművészeti Szabadiskola
- Mártély Ifjúsági Képzőművész Tábor
- Gemenci művésztelep

## Művek gyűjteményekben
- Szeged Város Önkormányzata, Szeged.